# Hypsistos

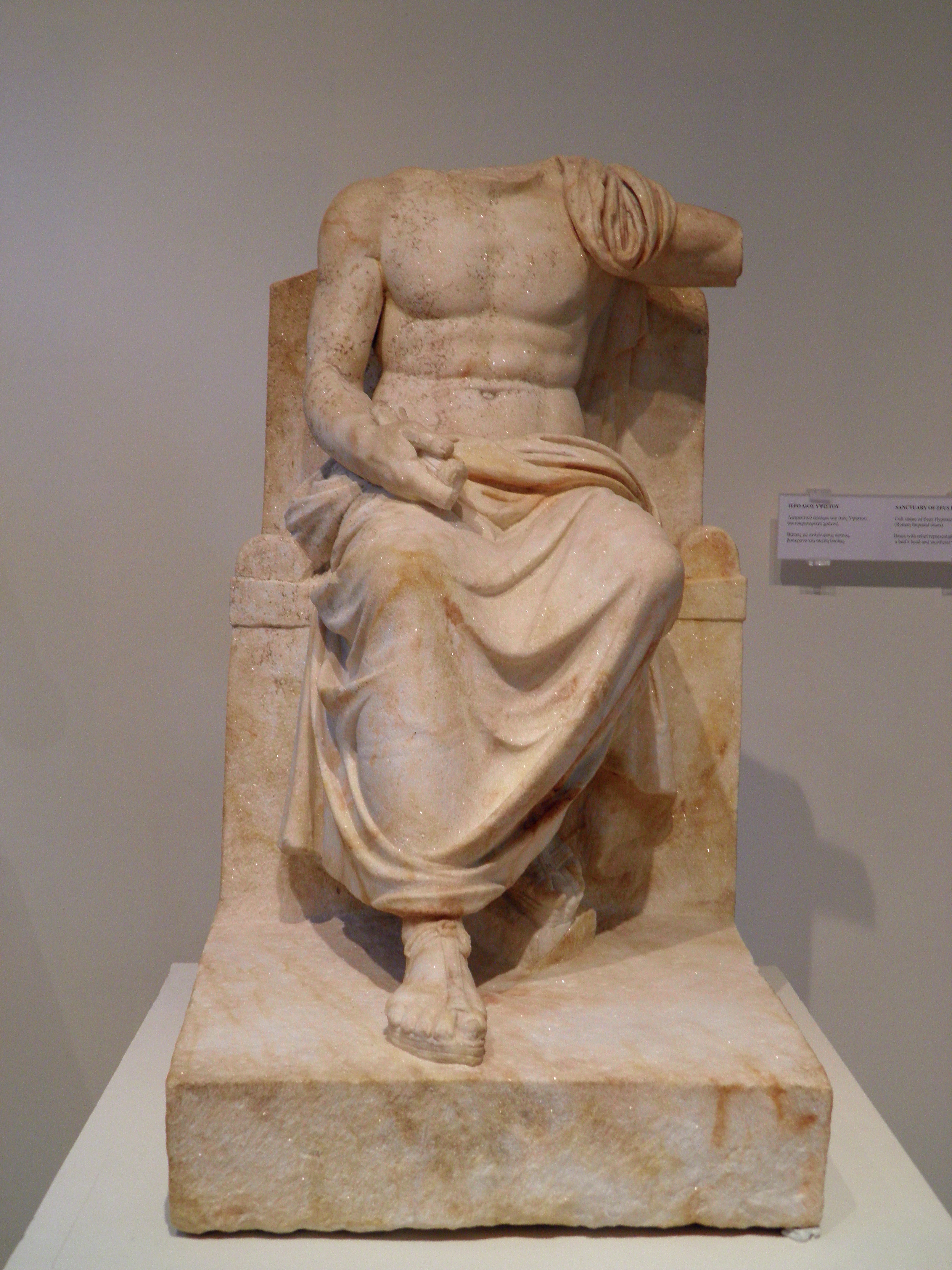
Socha Dia Hypsista, císařský Řím, Archeologické muzeum v Dionu

Hypsistos, starořecky Ὕψιστος „nejvyšší“, bylo v pozdní antice jedno z často užívaných epitet pro božstva a zároveň snad také jméno zvláštního božstva.
Od dob helénismu se výraz theos hypsistos „nejvyšší bůh“ v řečtině používal především pro židovského Boha. Nápisy jemu dedikované se však nachází také v oblastech kde není doloženo přítomnost Židů či křesťanů a nezdá se že by se v těchto případech jednalo prostě o přívlastek nějakého známého božstva. Na základě toho se předpokládá že v Anatolii existoval rozšířený kult „nejvyššího božstva“, jež synkretizoval judaismus, křesťanství a tradiční náboženství, především snad uctívání kappadockého Dia Sabazia a židovského Jahveho Sabaotha. O náboženské skupině hypsistariánů v Kappadokii se ve 4. století zmiňoval Řehoř z Nazianzu.
Pronapidés, údajný učitel Homérův, měl podle Theodontia tvrdit před bohy existoval jeden věčný bůh jehož jméno je neznámé. Lactantius pak tohoto Pronapidova boha označil jménem Demogorgon, přičemž mezi další prvotní bytosti řadil Hypsista a další božstva – Akmóna a Achlys.